# Hitmixes
EPs par Lady Gaga
The Cherrytree Sessions
Hitmixes est le second maxi (EP) de l’artiste américaine Lady Gaga. Il est sorti le 25 août 2009 et contient plusieurs remixs de différentes chansons de son premier album, The Fame. Le maxi est sorti uniquement au Canada sous le label Universal Music Canada. Hitmixes contient entre autres des remixs réalisés par les musiciens RedOne ou encore Space Cowboy, qui précédemment a travaillé avec Gaga. Le maxi contient plusieurs influences de la musique house des années 1980. Il est positivement reçu par les critiques, et est notamment salué par le Calgary Herald et le Blare Mazine. Il atteint la huitième position du hit-parade canadien, le Canadian Albums Chart.

## Développement et composition
Le 19 août 2008, Lady Gaga sort son premier album, intitulé The Fame. Ce dernier est l’hôte de cinq singles, Just Dance, Poker Face, Eh, Eh (Nothing Else I Can Say), LoveGame et Paparazzi, qui sont tous remixés et inclus dans Hitmixes, à l’exception de Eh, Eh (Nothing Else I Can Say), qui ne figure par dans le maxi comme la sortie de ce précédent single est limitée à l’Océanie et à l’Europe. Tous les singles issus de l’album ont touché le « top 3 » du hit-parade canadien, le Canadian Hot 100. La chanson-titre de The Fame, qui porte donc le même nom que celui de l’album, est aussi remixée et incluse dans le maxi. Le principal producteur de Gaga, RedOne, a produit le remix de Just Dance exclusivement présent dans le maxi, alors que les autres chansons sont produites par Robots to Mars, Chew Fu, Space Cowboy, Moto Blanco et Guéna LG. Hitmixes sort uniquement au Canada, sous forme de disque compact. Universal Music Canada le commercialise à partir du 25 août 2009,. Le remix de Paparazzi, fait par Moto Blanco, et celui de The Fame, réalisé par Glam as You, contiennent plusieurs influences des années 1980, tandis que celui de LoveGame, fait par Chew Fu Ghettohouse Fix, ainsi que celui de Poker Face, établi par Space Cowboy, regorgent d’influences house, entre autres dû à l’utilisation de synthétiseur et l’incorporation de notes trance. Le chanteur rock Marilyn Manson et le rappeur Kardinal Offishall collaborent sur certaines chansons, figurant donc sur le maxi en tant que collaborateurs.

## Accueil critique et performance dans les hit-parades
Étant donné qu’Hitmixes est sorti uniquement au Canada, il ne reçoit pas beaucoup de critiques professionnelles, toutefois, dans un de leurs articles, les journalistes du Calgary Herald affirment que plusieurs des pistes présentes dans le maxi sont « astucieusement et originalement remixées ». Dan Rankin du Blare Magazine donne une note de trois étoiles et demi sur cinq au maxi, affirmant que les remixs « se révèlent être dans certains cas réussis alors que dans d’autres non ». Rankin salue particulièrement le verset dans le remix de Just Dance fait par RedOne où Kardinal Offishall chante, et déclare que cette dernière piste et le remix de LoveGame réalisé par Chew Fu Ghettohouse Fix sont les meilleurs titres de l’album. Côté commercial, le 12 septembre 2009, Hitmixes fait son entrée dans le Canadian Albums Chart, le palmarès canadien, à la huitième position,. La semaine suivante, le maxi est en baisse de ventes et se classe au 16e rang, puis la semaine qui suit dégringole jusqu’au 23e échelon pour par la suite être exclu du hit-parade.

## Liste des pistes
Toutes les chansons sont écrites par Lady Gaga ; Informations additionnelles ci-dessous.
| No | Titre                                                    | Auteur                | Producteur(s)  | Durée |
| -- | -------------------------------------------------------- | --------------------- | -------------- | ----- |
| 1. | LoveGame (Chew Fu Ghettohouse Fix) (avec Marilyn Manson) | RedOne                | Chew Fu        | 5:20  |
| 2. | Poker Face (Space Cowboy Remix)                          | RedOne                | Space Cowboy   | 4:53  |
| 3. | Just Dance (RedOne Remix) (avec Kardinal Offishall)      | RedOne, Aliaune Thiam | RedOne         | 4:18  |
| 4. | Paparazzi (Moto Blanco Remix)                            | Rob Fusari            | Moto Blanco    | 4:06  |
| 5. | The Fame (Glam as You Remix)                             | Martin Kierszenbaum   | Guéna LG       | 3:57  |
| 6. | Just Dance (Robots to Mars Remix)                        | RedOne, Aliaune Thiam | Robots to Mars | 4:37  |
| 7. | LoveGame (Robots to Mars Remix)                          | RedOne                | Robots to Mars | 3:12  |

## Crédits
| - Lady Gaga – Écriture - Akon – Écriture - Jon Cohen – Instrumentation - Rob Fusari – Écriture - D. Harrison – Programmation, Production, Mixage - Vincent Herbert – Production, A&R - Martin Kierszenbaum – Écriture, Mixage, A&R | - Moto Blanco – Programmation, Production, Mixage - Robert Orton – Mixage - Simon Paul – Design - RedOne – Écriture - A. Smith – Programmation, Production, Mixage - Tony Ugval – Ingénierie audio Source |

## Classements
| Pays   | Position | Temps au hit-parade | Certification |
| ------ | -------- | ------------------- | ------------- |
| Canada | 8e       | 3 semaines          |               |

## Historique des sorties
| Pays   | Date         | Format | Label                  |
| ------ | ------------ | ------ | ---------------------- |
| Canada | 25 août 2009 | CD     | Universal Music Canada |